# Macromitrium cuspidatum
Macromitrium cuspidatum là một loài Rêu trong họ Orthotrichaceae. Loài này được Hampe mô tả khoa học đầu tiên năm 1844.